# Neoxizicus longipennis
Neoxizicus longipennis är en insektsart som beskrevs av Liu, Xiangwei och Weinian Zhang 2000. Neoxizicus longipennis ingår i släktet Neoxizicus och familjen vårtbitare. Inga underarter finns listade i Catalogue of Life.